# Готичний рок
Готичний рок (англ. Gothic rock, goth rock) — піджанр постпанку і альтернативного року.

## Історія
Готичний рок виник у кінці 1970-х років. На початку 1980-х жанр став окремим напрямком. Перші музичні колективи готичного року були тісно пов'язані з англійською сценою панк-року та постпанку. Готичний рок вирізнявся від панку поєднанням похмурої, часто насиченої клавішними музики з інтроспективними та депресивними текстами. У музиці та тематиці текстів переважають похмурі теми та інтелектуальні напрями, такі як романтизм, нігілізм, а також готичний напрям у мистецтві Нового часу.
Деякі відомі виконавці готичного року: Bauhaus, Joy Division, Siouxsie and the Banshees, Cocteau Twins, The Cure, The Sisters of Mercy, Virgin Prunes, Christian Death, This Mortal Coil, UK Decay, The Mission, Specimen, Theatre of Hate, Theatre of Ice, Xmal Deutschland, The Danse Society, Dead Can Dance, Clan of Xymox, 45 Grave, Kommunity FK, Fields of the Nephilim, Alien Sex Fiend.
Під впливом сцени готичного року зародилася субкультура готів.